# Costus dirzoi
Costus dirzoi là một loài thực vật có hoa trong họ Costaceae. Loài này được García-Mend. & G.Ibarra mô tả khoa học đầu tiên năm 1991.